# Faces & Names
Faces & Names es el primer disco solista de David Pirner, principal compositor de la banda Soul Asylum. Fue lanzado en los Estados Unidos el 30 de julio de 2002.

## Lista de canciones
Todas las canciones escritas y compuestas por David Pirner. 
| N.º   | Título                        | Duración |  |
| 1.    | «Teach Me To Breathe»         | 3:46     |  |
| 2.    | «Never Recover»               | 3:45     |  |
| 3.    | «Faces & Names»               | 4:21     |  |
| 4.    | «Feel the Need»               | 4:01     |  |
| 5.    | «Someday Love»                | 3:49     |  |
| 6.    | «364»                         | 4:06     |  |
| 7.    | «I'll Have My Day»            | 4:21     |  |
| 8.    | «Tea»                         | 3:33     |  |
| 9.    | «Much Too Easy»               | 3:39     |  |
| 10.   | «Levitation»                  | 3:26     |  |
| 11.   | «Start Treating People Right» | 3:55     |  |
| 42:42 |                               |          |  |

## Sencillos
1. Tea
2. Levitation
3. Feel the Need

- Datos: Q4353401